# Повстання в Афінському Політехнічному університеті

Танк AMX-30 атакує Політехніон

Повстання в Афінському Політехнічному університеті — повстання студентів Афінського національного технічного університету проти диктатури «чорних полковників», що розпочалось 14 листопада 1973 року в Афінах. 17 листопада повстання було жорстоко придушене військовими. Щороку 17 листопада відзначається в Греції як загальнонаціональний день пам'яті.

## Передумови
21 квітня 1967 року в Греції був встановлений диктаторський режим військової хунти, який фактично скасував громадянські права, розпустив усі діючі на той час політичні партії, їх лідери мали виїхати із країни або ж опинитись у в'язниці.
1973 р. визнаний лідер хунти та фактично Президент Грецької республіки Георгіос Пападопулос почав проводити політику «лібералізації» режиму. Серед заходів в тому числі було й звільнення політичних в'язнів та навіть часткова відміна цензури, а також обіцянки надати нову конституцію та провести нові вибори задля повернення до народного демократичного правління. Опозиційні сили, в тому числі соціалісти, таким чином отримали можливість проведення політичних заходів у відношенні хунти.
Соратники ж Пападопулоса, намагаючись контролювати всі аспекти політичного життя країни, втрутились у питання студентського самоврядування ще 1967 року: заборонили студентські вибори в університетах, натомість голови студентської та ректорської ради тепер призначались «згори». Ці заходи зрештою призвели до повного відторгнення режиму примусу молоддю. З того часу спорадично здійснювались поодинокі спроби вияву протесту, а перші масові громадські заходи, спрямовані проти хунти, були проведені 21 лютого 1973 р.
21 лютого 1973 студенти-правники оголосили страйк і забарикадувався всередині будівлі юридичного факультету Національного Афінського університету, вимагаючи скасування закону, що встановлював примусову військову повинність, яку мали нести юнаки-студенти, із відривов у навчанні. Поліції було дано наказ втрутитися, багато студентів стали жертвами жорстоких дій поліції.

## Опис подій

Політехніон, ранок 18 листопада

14 листопада 1973 року студенти Афінського політехнічного університету (Політехніону) оголосили страйк на знак протесту проти військового режиму полковників. Студентів оголосили себе грец. Ελεύθεροι Πολιορκημένοι — Вільними петербурцями, посилаючись на вірші грецького національного поета Діонісіоса Соломоса, натхненного боротьбою проти Османської імперії при Месолонгіоні. Студенти забарикадувались в стінах університету, захопили радіостанцію, час від часу передаючи в ефір, як пізніше згадуватиме Марія Даманакі, одна з активісток подій, пізніше грецький політик:
| «Народу Греції, ось Політехніон — флагман нашої та вашої боротьби, нашої спільної боротьби проти диктатури та боротьби за демократію!» |
Невдовзі тисячі працівників вийшли на вулиці та приєдналися до молоді під стінами університету та збирались у масові мітинги на центральних площах та вулицях столиці Греції. Акції протесту тривали ще три дні — ситуацію вже майже неможливо було контролювати. До вечора 16 листопада почалися зіткнення демонстрантів з поліцією, які поступово охопили весь центр міста. О 21:00 в центрі Афін вже були вибудовані барикади, спалахували пожежі, зафіксовано кілька випадків стрілянини.
У перші години 17 листопада 1973 року уряд країни віддає наказ атакувати університет танками. Незабаром після цього, Маркезініс сам мав принизливе завдання просити Пападопулоса знову ввести воєнний стан. В районі студмістечка політехнічного університету вимкнули вуличне освітлення. Навпроти університету вишикувалися танки, близько 3:00 години ранку 17 листопада AMX 30 зламав головні ворота студмістечка університету.

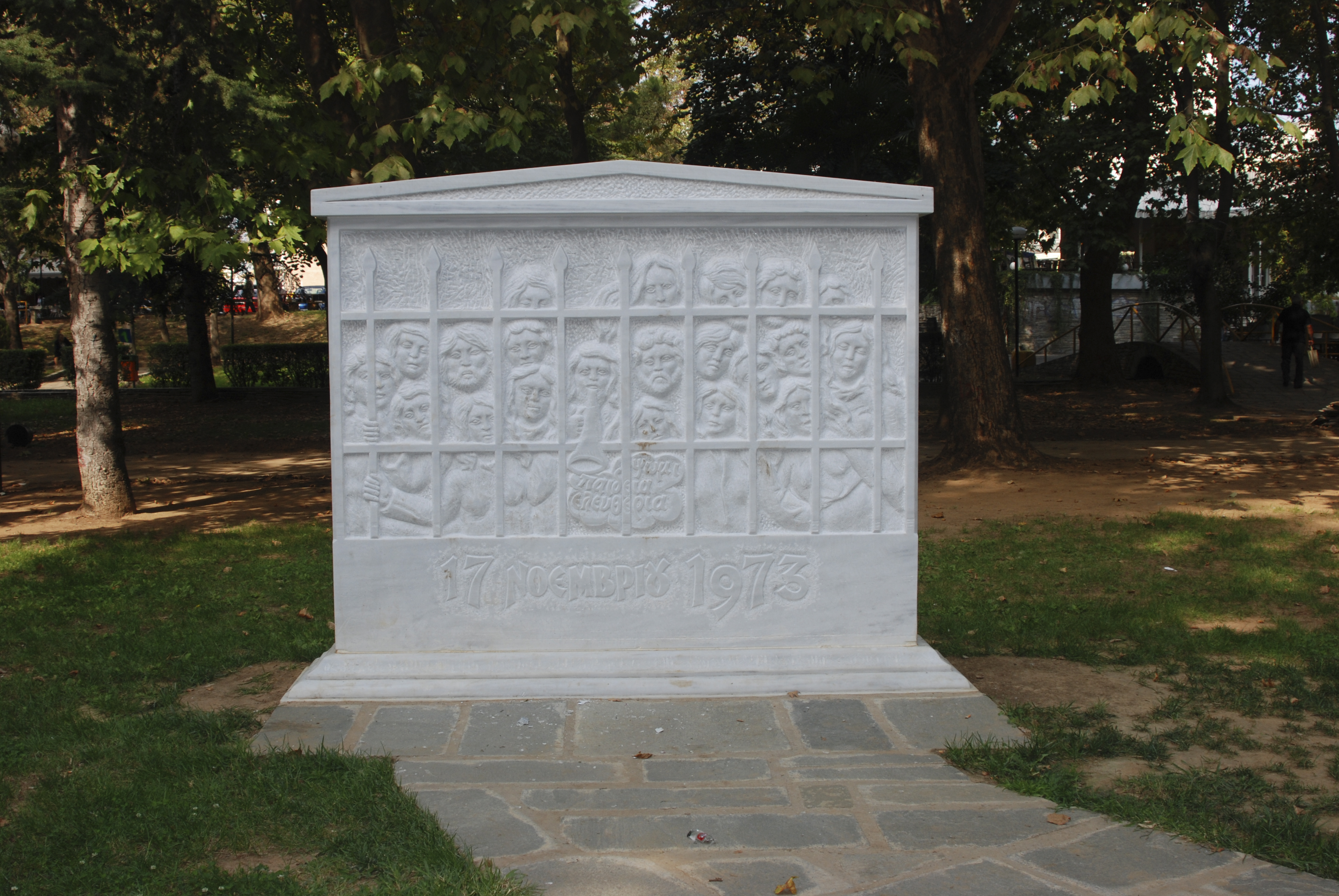
Монумент жертвам Політехніону, Драма

За свідченнями офіційного розслідування, проведеного після падіння хунти, жоден зі студентів Політехніону не постраждав в ході інциденту. Реальна ж кількість лише загиблих становила 24 цивільні особи, серед яких 19-річний Міхаліс Міроянніс, вбитий офіцером поліції, старшокласник Діомедіс Комненос та п'ятирічний хлопчик, що випадково опинилися в перестрілці у передмісті Зографу. У звітах про судові засіданнях, проведені після падіння хунти, були відновлені та документально зафіксовані обставини загибелі багатьох мирних жителів в ході повстання. Крім того сотні цивільних осіб отримали поранення різного ступеню важкості.
Дімітріос Іоаннідіс був обвинувачений у підбурюванні командирів спецпідрозділів внутрішньої армії з метою здійснення злочинних діянь. Був засуджений до смерті, пізніше вирок було замінено на довічне ув'язнення, яке він відбував впродовж 35 років у в'язниці Корідаллоса. Він не став розкаюватися в злочинах, і грецький суд відмовив йому в проханні про помилування у вересні 2008 року. Після відновлення демократичного уряду жертв Політехніона проголосили національними героями, їх вшановують на державному рівні, встановляють пам'ятники. Грецькі університети з моменту відновлення демократичного ладу отримали можливість користуються правом екстериторіальності — поліції вхід у них заборонений. Допустити поліцію на територію університету може тільки одностайне рішення ректорської ради, яка складається з викладачів та студентів.

## Судовий процес
Після відновлення демократії 30 грудня 1975 року після шестимісячного процесу суд визнав винними 20 з 32 обвинувачених у трагічних подіях в Політехнічному університеті. Найбільш суворі вироки отримали:
- Дімітріос Іоаннідіс: 7 довічних термінів за підбурювання до вбивства 38 осіб і замах на вбивства із позбавленням політичних прав.
- Георгіос Пападопулос: 25 років позбавлення волі за співучасть у вбивствах і замаху на умисне вбивство із позбавлення політичних прав.
- Ставрос Варнавас (лейтенант Ε.Α.): 3 довічних терміни за підбурювання до вбивства 17 осіб із постійним позбавлення політичних прав.
- Ніколаос Дертіліс (бригадир Ε.Α.): довічне ув'язнення і вічний позбавлення політичних прав за вбивство студента Міхаліса Міроянніса.

Чотири інші старші офіцери отримали до 25 років ув'язнення за звинуваченням у 12 вбивствах і 56 замахах на вбивство і десять років позбавлення політичних прав.
Інші 12 обвинувачених отримали від 5 місяців до 10 років позбавлення волі для різних категорій злочинів, в основному за підбурювання до вчинення небезпечних для життя травм. При цьому вироки терміном до 1 року підпадали під амністію.